# ウィリアム・ジョン (政治家)
ウィリアム・ジョン（英: William John、1878年10月6日 - 1955年8月27日）は、イギリスの政治家である。労働党に所属しており、ウェールズで選出され庶民院議員として30年間活動した。
1920年にロンザ・ウェストで行われた補欠選挙で選出され、以降1950年の総選挙で庶民院を去るまで議席を保持し続けた。
1942年から1945年まで労働党の院内副幹事長を務めた。また、1942年から1944年までは王室会計監査官として、1944年から1945年までは大蔵卿として第1次チャーチル内閣を支えた。